# Campagne sous-marine japonaise dans le Pacifique

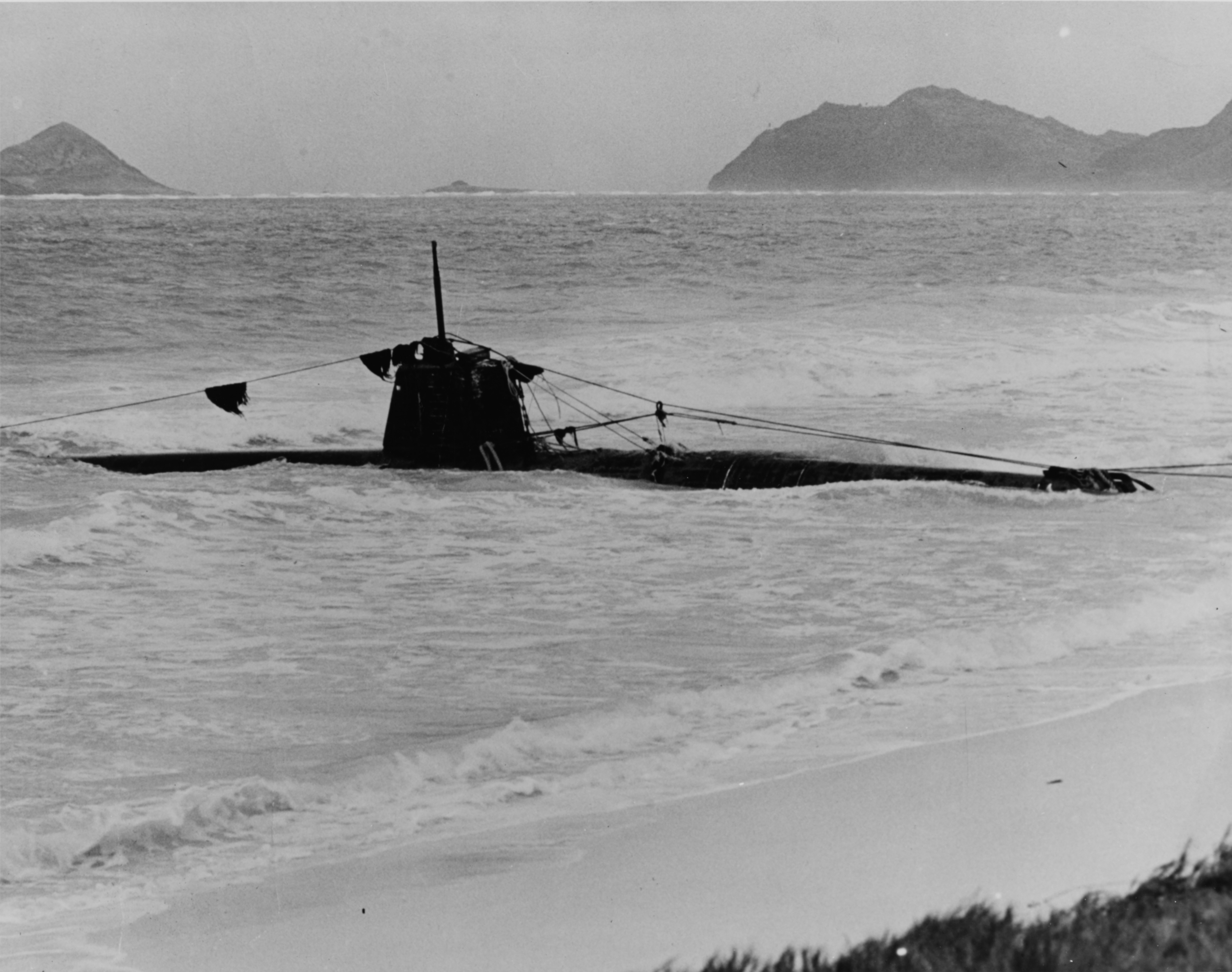
Sous-marin de poche japonais échoué sur Oahu Beach (Hawaï), en 1941.

La campagne sous-marine japonaise dans le Pacifique est une campagne navale menée par 169 sous-marins de tout type de la marine impériale japonaise, pendant la guerre du Pacifique de la Seconde Guerre mondiale. Pendant la guerre, ceux-ci ont coulé notamment deux porte-avions américains, un croiseur et de nombreux autres navires de guerre. Plus tard, leurs taches principales consistaient à réapprovisionner des garnisons insulaires isolées. Les Japonais débutèrent la guerre avec une conception avancée de torpilles sous-marines, la Type 95.

## Rôle dans la guerre du Pacifique
Contrairement aux équipages de sous-marins allemands ou américains par exemple, l'objectif des sous-mariniers japonais est donc le corps de bataille ennemi et non sa flotte de commerce. Ils considèrent comme peu glorieux de s'en prendre à un cargo, ils n’en couleront que 184 au cours de la guerre, et préfèrent garder leurs torpilles pour attaquer les meilleures unités adverses. Cette attitude évoluera au cours de la guerre mais il sera alors trop tard pour réellement mettre en danger les voies de communication alliées, celles-ci étant organisées en convois et protégées efficacement par les navires de guerre et l'aviation. De plus, il leur manquera toujours une tactique appropriée comme celle de « la meute », mise au point par l'amiral allemand Donitz, les sous-marins japonais opérant en solitaire sans réelle coordination, et souvent dans des opérations d'éclaireur de la flotte où ils constituent un rideau.
La marine japonaise entra en guerre avec une flotte de sous-marins bien adaptée au Pacifique, en matière d'autonomie, et elle ne souffrit pas d'une crise des torpilles comme l'US Navy. Leurs modèles, en particulier ceux dérivés des « Longue Lance » fonctionnant aussi à l'oxygène pur possédaient une bonne portée et une excellente vitesse, et doté de détonateurs classiques, se révélaient très fiables. Le Japon se distinguait aussi par l'emploi de sous-marins « nains » Ko-hyoteki, destinés à faire de courtes missions à partir d'autres submersibles qui les acheminaient dans la zone d'opération, mais aussi d'hydravions embarqués sur certaines de ses plus grosses unités sous-marines. Au cours de la guerre, la diversité de cette flotte s'accrut encore, avec l'apparition des torpilles pilotées Kaiten et des sous-marins « nains » Kairyu destinés aux missions suicides, mais aussi des trois bâtiments de la classe I-400 (I-400, I-401 et I-402), véritables porte-avions sous-marins, de 6 500 tonnes de déplacement, et des trois Sentaka (I-201, I-202 et I-203) plus petits mais capables de filer à 19 nœuds en plongée. De façon générale, l'arme sous-marine japonaise était de très bonne qualité bien qu'ayant des batteries d'accumulateurs en dessous des normes des autres marines et elle ne réussit pas à peser sur le déroulement du conflit, uniquement du fait de sa doctrine d'emploi, qui lui faisait rechercher la flotte de combat adverse alors que les sous-marins allemands passaient leur temps à essayer de l'éviter. Elle eut cependant une importance capitale en fin de guerre en effectuant des missions de ravitaillement et de liaison avec les garnisons isolées, mais aussi avec l'Allemagne, lors des missions « Yanagi ».

## Opérations principale

### Sous-marins de poche
Les sous-marins de poche japonais ont participé à de nombreuses actions pendant la guerre du Pacifique, notamment les attaques sur Pearl Harbor et de la baie de Sydney.

### Attaques sur le continent américain
Des sous-marins japonais ont bombardé et effectué des reconnaissances sur la zone continentale des États-Unis. Des plans furent établies en vue d'une attaque impliquant quatre bateaux et 10 avions sur le canal de Panama à l'aide du sous-marin géant de la classe I-400.

### USSIndianapolis
L'I-58 coula notamment le croiseur lourd USS Indianapolis, qui avait quitté Guam pour Leyte la veille, après avoir livré des pièces et du matériel nucléaire pour les bombes atomiques d'Hiroshima et de Nagasaki à Tinian depuis San Francisco. La perte de l'Indianapolis est appris quatre jours plus tard, lorsque des survivants sont repérés par l'équipage d'un Lockheed Ventura en patrouille de routine. Ce naufrage reste à ce jour le plus meurtrier de l'histoire de la marine des États-Unis.

### MissionsYanagi

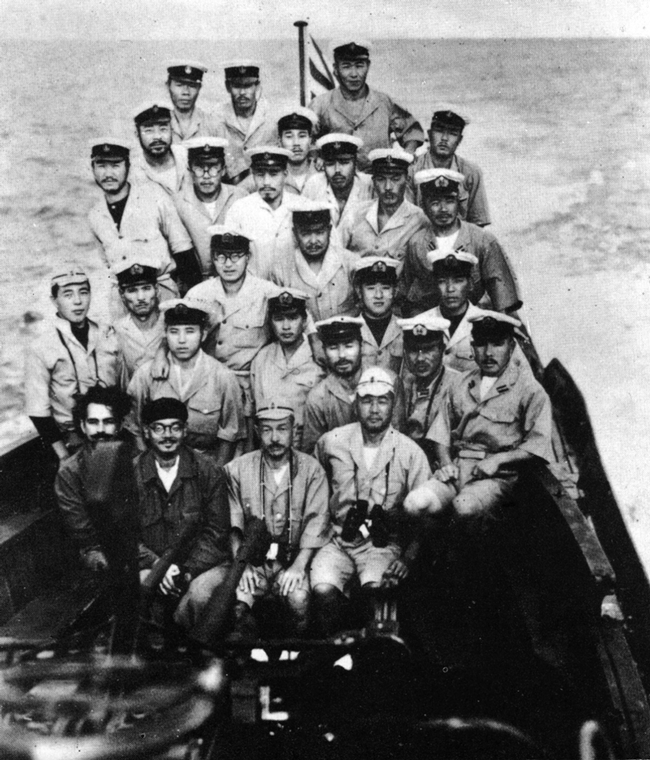
L'équipage de l'I-29 et de lU-180 au large de Madagascar, en 1943

Après 1942, les sous-marins devinrent le seul lien d'approvisionnement restant entre l'Allemagne nazie et le Japon, et le commerce était axé sur les matériaux stratégiques, les plans techniques et Blueprint. Seul un petit nombre de sous-marins réussirent à atteindre l'une ou l'autre destination et seuls quatre sous-marins japonais réussirent ces tentatives dénommés missions Yanagi : les I-30 (avril 1942), I-8 (juin 1943), I-34 (octobre 1943) et I-29 (décembre 1943).
Avant que l'I-29 n'entreprenne son voyage vers la France occupée par l'Allemagne en décembre 1943, celui-ci avait déjà opéré avec le sous-marin allemand U-180 lors d'une précédente mission dans l'océan Indien. C'est lors de cette réunion du 28 avril 1943 que  le nationaliste indien Subhas Chandra Bose fut transféré sur l'I-29. Il devint ainsi le seul civil échangé entre deux sous-marins de deux marines différentes pendant la Seconde Guerre mondiale,.